# تسرنوتینتسه
تسرنوتینتسه (به صربی: Crnotince) یک منطقهٔ مسکونی در صربستان است که در پریچو واقع شده‌است. تسرنوتینتسه ۱٬۴۵۴ نفر جمعیت دارد.